# Erethizontinae
Los eretizontinos (Erethizontinae) integran una de las 2 subfamilias de roedores histricomorfos en las que está dividida la familia de los puercoespines del Nuevo Mundo, la cual está compuesta casi en su totalidad por miembros de esta subfamilia, con la única excepción del género monotípico Chaetomys (el que se incluye en la subfamilia Chaetomyinae). Las especies que integran sus 2 géneros vivientes se distribuyen en áreas boscosas y selváticas de todos los países continentales de América (salvo Chile) y son denominadas comúnmente coendúes, puercoespines, ursones, erizos, etc.

## Taxonomía
Descripción original
Este taxón fue descrito originalmente en el año 1845 por el naturalista, político y ornitólogo francés Charles Lucien Jules Laurent Bonaparte, hijo de Lucien Bonaparte y sobrino del emperador Napoleón Bonaparte.

### Subdivisión y relaciones filogenéticas

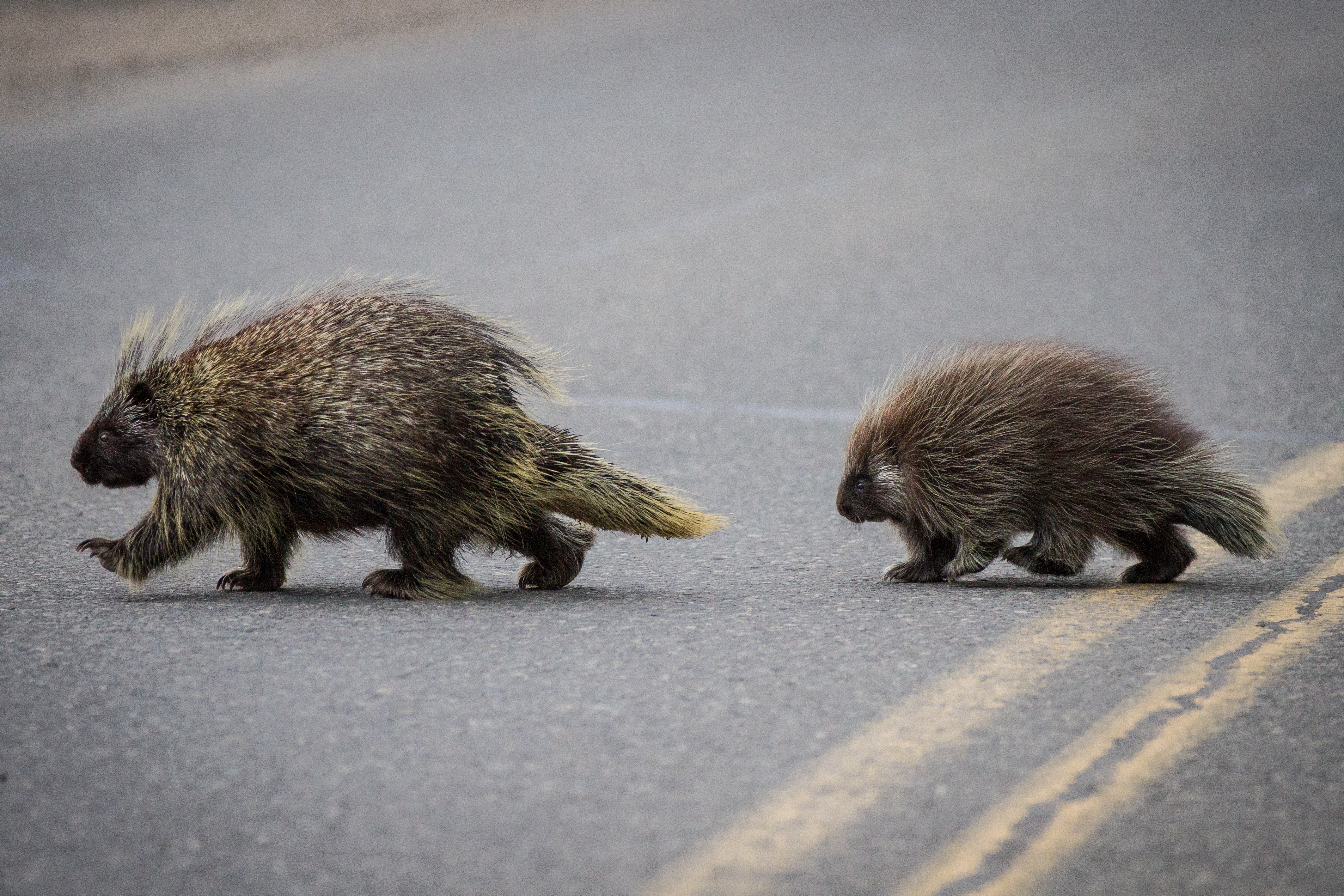
El puercoespín norteamericano (Erethizon dorsatum).

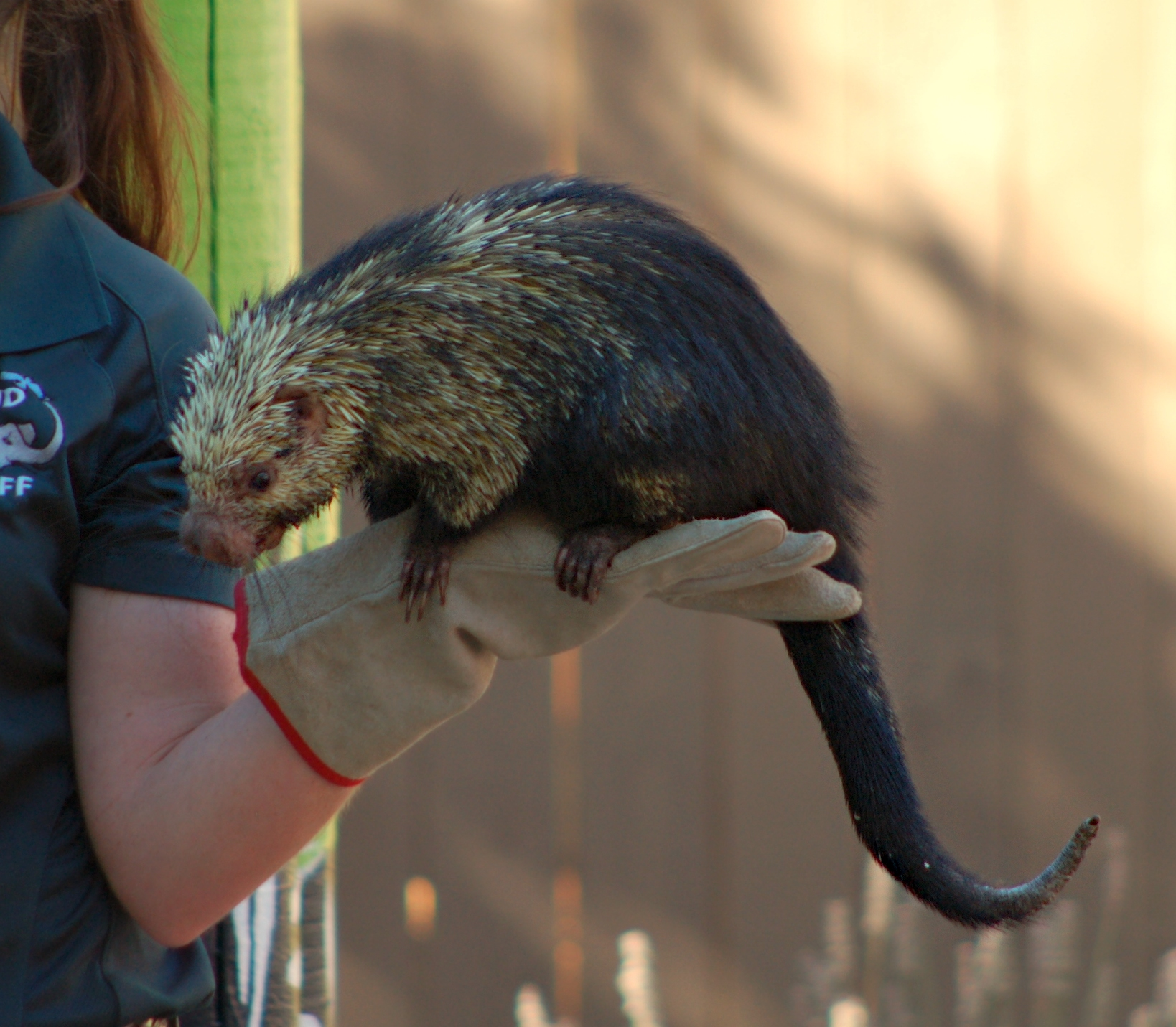
El puercoespín mexicano arborícola (Coendou mexicanus).

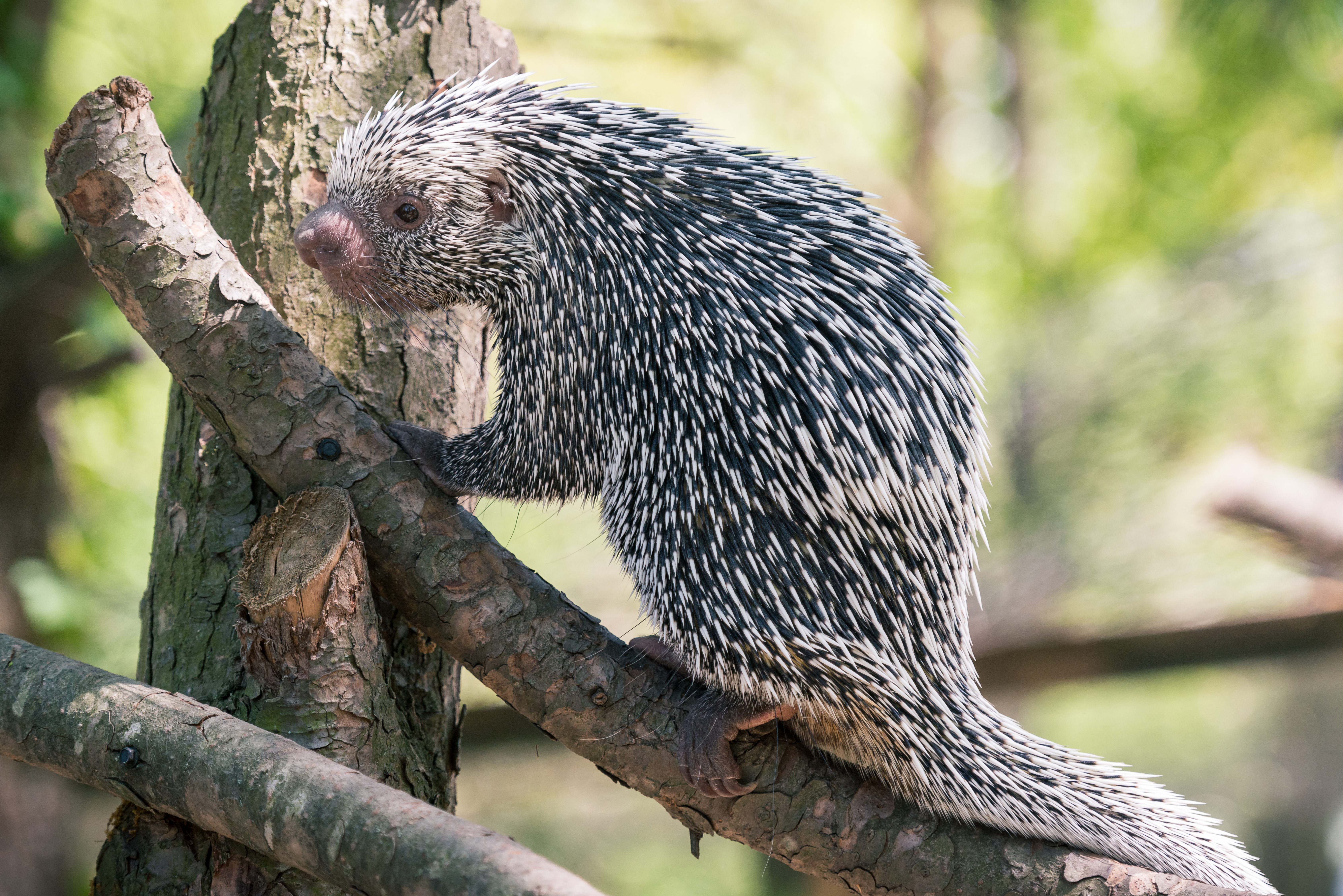
Un puercoespín arborícola (Coendou prehensilis).

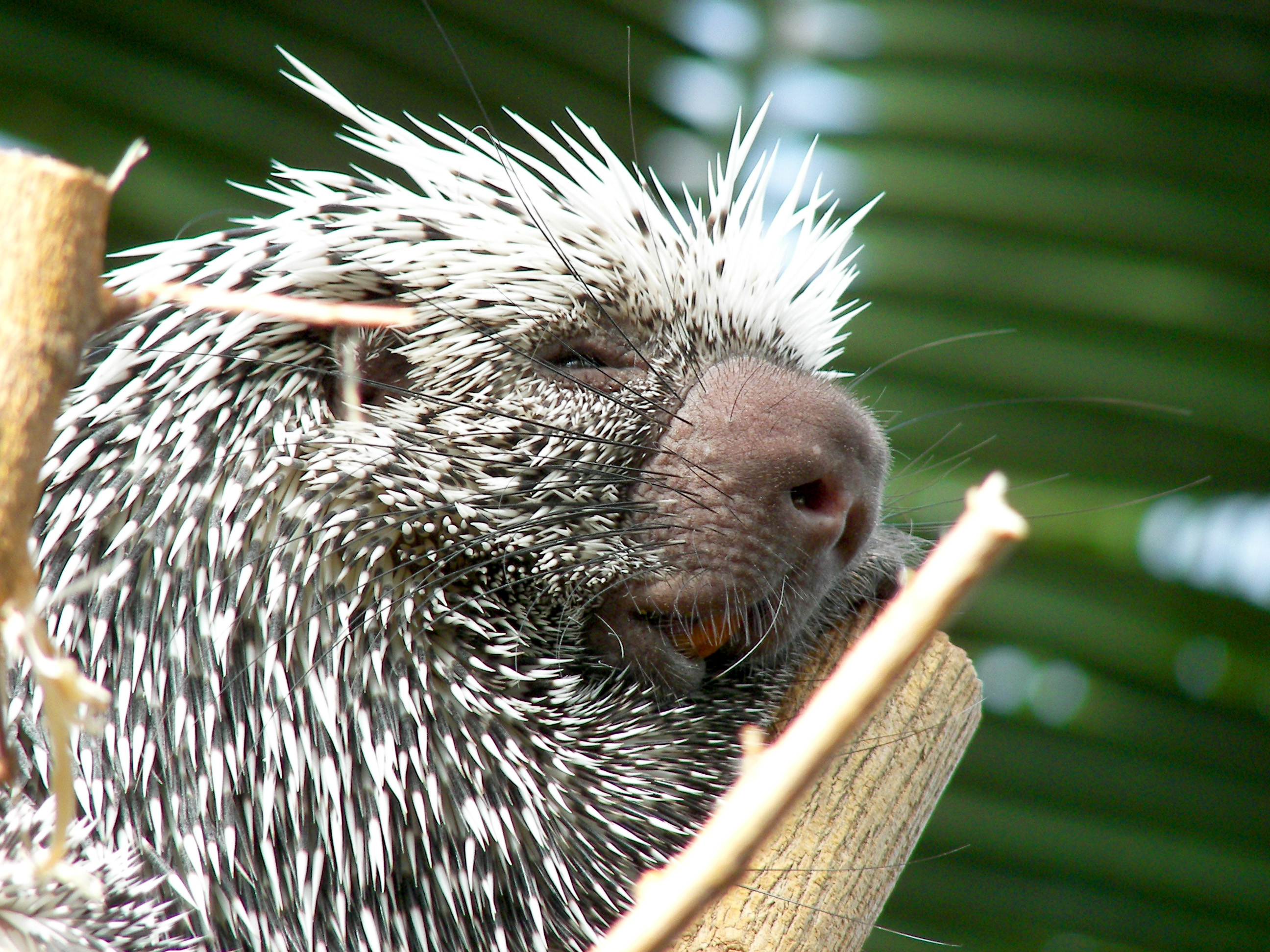
Detalle de la cabeza de un puercoespín arborícola (Coendou).

Esta subfamilia se compone de 2 géneros vivientes:
- Coendou Lacépède, 1799
- Erethizon F. Cuvier, 1823

Otros dos géneros vivientes anteriormente reconocidos, Echinoprocta Gray, 1865 y Sphiggurus F. Cuvier, 1825, pasaron a incluirse en Coendou, como resultado de estudios genéticos.
Gracias a un registro fósil bastante amplio, se conocen, además, varios géneros extintos, con representantes desde el Deseadense (Oligoceno tardío), e incluso desde mucho antes, en el caso de Eopululo. Algunos de estos géneros son:
- Disteiromys † Ameghino, 1904
- Eopululo † Frailey & Campbell, 2004[6]
- Microsteiromys † Walton, 1997[7]
- Parasteiromys † Ameghino, 1904[8][9]
- Protosteiromys † Wood & Patterson, 1959[10]

Para otros géneros fósiles fue propuesto que los mismos conformarían un clado distinto: Steiromyinae:
- Eosteiromys † Ameghino, 1902[12]
- Hypsosteiromys † Patterson, 1958[13]
- Neosteiromys † Rovereto, 1914[14]
- Steiromys † Ameghino, 1887[15]

Tanto las filogenias moleculares como la evidencia cariotípica indicaron que Chaetomys no pertenece a Echimyidae, sino que es parte de Erethizontidae, aunque en una posición basal en relación con el resto de los integrantes de la familia. Los altos niveles de divergencia molecular y morfológica señalan que Chaetomys pertenece a una radiación temprana de Erethizontidae, la que pudo haber ocurrido en el Mioceno temprano, por lo que debe incluirse en su propia subfamilia, Chaetomyinae, dejando al resto de los representantes vivientes de Erethizontidae en la subfamilia Erethizontinae.

## Distribución y hábitat
Casi todas las 18 especies vivientes de la subfamilia Erethizontinae habitan en bosques y selvas subtropicales y tropicales en Centro y Sudamérica, desde México por el norte hasta el nordeste de la Argentina y Uruguay por el sur. La excepción es una única especie, el puercoespín norteamericano, que vive en Alaska, Canadá y los Estados Unidos contiguos hasta el centro-norte de México.
La subfamilia evolucionó en Sudamérica, alcanzando Norteamérica gracias al evento de dispersión conocido como el Gran Intercambio Biótico Americano.

## Características y hábitos
Las especies neotropicales son estrictamente arborícolas, un factor que condiciona sus distribuciones y limita sus capacidades de dispersión; el puercoespín norteamericano se ha adaptado a vivir también en el suelo, en especial en áreas desérticas. Son animales solitarios, de movimientos lentos y hábitos nocturnos; suelen trepar diestramente a los árboles, gracias a sus patas adaptadas para un seguro agarre, lo que se suma a sus colas prensiles (con la que no cuenta el puercoespín norteamericano). Sus dietas son estrictamente herbívoras. La característica más distintiva de estos roedores es la capa de filosas púas que los recubren, las que los protegen de sus depredadores. Si se sienten en peligro, contraen los músculos, lo que hace que las púas se levanten  amenazantes; así erizados, impiden que los animales que los intentan captura logren alcanzar las partes vulnerables de sus cuerpos.